# (99907) 1989 VA
(99907) 1989 VA は、アテン群に属する地球近傍小惑星の一つである。1989年11月2日にキャロライン・シューメーカーがパロマー天文台にて発見した。
公転周期が金星とほぼ等しい。